# Tanyptera (Tanyptera) trimaculata
Tanyptera (Tanyptera) trimaculata is een tweevleugelige uit de familie langpootmuggen (Tipulidae). De soort komt voor in het Palearctisch gebied.